# 243285 Fauvaud
243285 Fauvaud è un asteroide della fascia principale. Scoperto nel 2008, presenta un'orbita caratterizzata da un semiasse maggiore pari a 3,5000122 UA e da un'eccentricità di 0,0375052, inclinata di 9,06936° rispetto all'eclittica.